# Пирон
Пирон (око 360—270. п. н. е.) је био грчки антички филозоф, оснивач пиронизма, раног скептицизма.

## Биографија
Пирон је пореклом из Елиде у Јонији. Био је ученик филозофа Брисона. Када је Александар Велики кренуо у поход на Индију, са собом је повео и групу одабраних хеленских филозофа међу којима је био и Пирон. На том вишегодишњем путовању је упознао различите народе и људе, њихове разнолике назоре и обичаје. Пирон се тамо упознао и са учењима разних индијских филозофа, које су Хелени називали гимнософистима. Такође се сматра да је тамо упознао будизам, који је добрим делом укључио у своје учење. По повратку у Стару Грчку, основао је филозофску школу у родном граду. Цео живот је подучавао само усменом речју и није писао дела.
Пошто је тврдио да стварност чулних ствари не одговара истини, прича се да се није склањао с пута ниједном предмету, нпр. ни коњу ни колима који би налетели, или би се сударао са каквим зидом, а у таквим неприликама чували га од опасности само његови пријатељи који су га окруживали. Но изгледа да су те приче измишљене да би се исмејала његова филозофија.

## Учење
Пирон је оснивач античког скептицизма. Сматрао је да наука треба да истражује својства ствари како би се могло утврдити владање човека које је њима примерено и како би се могла спознати корисност коју од њих може добити. Пирон, међутим, утврђује да се никад не може упознати право стање ствари, већ у најбољу руку, осећајна стања у која нас оне доводе. Пошто не можемо упознати ствари, не можемо ни одредити како да се према њима понашамо и шта ће произаћи из нашег поступка. Управо, дакле, зато што не постоји знање, немогуће је и право деловање. Стога мудрацу не преостаје ништа друго већ да се клони сваког мишљења и да се уздржава (гр. епохе) од суда и деловања и да се клони свих афеката, па ће једино тако наћи у себи мир (атараксију). При евентуалном изрицању судова можемо рећи само како нам се нешто чини да јест, али не можемо тврди да стварно јест тако, јер та је спознаја људском уму недоступна.
Ипак, уздржавање од суда не значи увек потпуну пасивност: и мудрац мора деловати кад му не преостане ништа друго. Стога се он понаша у складу са обичајима и природом земље у којој живи, али никад своме мишљењу ни својим делима не приписује значај апсолутне истине. Пирон посебно истиче различитост људи у односу на уживање и бол, у односу на вредновање права и неправа. Упоређујући разне поступке он показује како се, нпр. бракови између родитеља и деце, браће и сестара, заједничке жене, крађа, лаж итд. код разних народа и у различитим временима потпуно различито оцењују. Стога, не треба стварати мишљење ни о добру ни о злу, а уколико се у одређеном случају мора донети нека одлука најбоље је повиновати се законима земље у којој живиш.
Људска несрећа долази одатле што смо без извесних ствари које сматрамо добрим, што се бојимо да привидна добра изгубимо или што морамо подносити оно што нам се чини да је зло. Међутим, ко се обуздава сваког вредносног суда, за тог ишчезава бол и несрећа.

## Утицај
Његово учење прихватили су касније скептици Тимон, а посебно Секст Емпирик који је написао Пиронове поставке у три књиге.